# Збирач боргів
«Збирач боргів» — американський фільм режисера Девіда Ейера, з Шайа Лабаф у головній ролі. Вийшов 7 серпня 2020 року.

## Сюжет
Двоє напарників Девід та Кріпер, збирають «борги» для найавторитетніших бандитів Лос-Анджелеса, роз'їжджаючи по всьому місту і караючи боржників. Так вони спровокували конфлікт між двома бандами, який може обернутися кривавою бійнею, колектори поставили під загрозу свої життя. А повернення небезпечного конкурента з Мексики ставить під загрозу всю їхню справу, а головне – тепер на кону і сім'я Девіда.

## В ролях
| Актор            | Роль           |
| ---------------- | -------------- |
| Боббі Сото       | Девід Куевас   |
| Шайа Лабаф       | Кріпер         |
| Синтія Кармона   | Алексіс Куевас |
| Лана Паррія      | Фаві           |
| Челсі Рендон     | Лупе           |
| Габріела Флорес  | Джазмін        |
| Ельпіда Каррільо | Джанет         |
| Джордж Лопес     | Луіс           |
| Брайан Ортега    | Віном          |
| Брендан Шауб     | Негро          |

## Створення
21 червня 2018 року було оголошено, що Шайа Лабаф і Девід Ейєр об'єднаються для фільму «Збирач боргів». У травні 2018 року Брендан Шауб приєднався до акторського складу на епізодичну роль. У липні 2018 року Челсі Рендон, Синтія Кармона, Лана Паррія, Габріела Флорес і Джордж Лопес приєдналися до знімальної групи.

### Зйомки
Знімальний період проходив з 16 липня по 16 серпня 2018 року.
За словами режисера Девіда Ейера, Шайа Лабаф для зйомок у фільмі зробив справжнє татуювання з написом «Creeper» на грудях.